# Jerzy Węgierski
Jerzy Julian Węgierski (ur. 13 lutego 1915 we Lwowie, zm. 4 czerwca 2012 w Katowicach) – polski inżynier budownictwa specjalizujący się w zakresie budownictwa kolejowego, wojskowy i pisarz, profesor nauk technicznych, profesor Wydziału Budownictwa Lądowego Politechniki Krakowskiej, wykładowca Politechniki Śląskiej i Politechniki Warszawskiej.
Żołnierz Związku Walki Zbrojnej i Armii Krajowej, uczestnik powstania lwowskiego w ramach Akcji „Burza”. Więzień syberyjskich łagrów. Opisany jako człowiek „dumny i nieustępliwy” na kartach Archipelagu GUŁag przez Aleksandra Sołżenicyna, który poznał go w łagrze.
Autor dziewięciu książek i szeregu artykułów naukowych oraz wspomnień z dziejów Lwowa w okresie II wojnie światowej i historii ZWZ-AK-NIE Obszaru Nr 3 (Lwów). Działacz opozycji demokratycznej w okresie PRL.
27 kwietnia 2012 roku awansowany do stopnia majora Wojska Polskiego.

## Życiorys

### Pochodzenie
Prawnuk prof. Karola Estreichera seniora (1827–1908), wieloletniego (1869–1905) dyrektora Biblioteki Jagiellońskiej i twórcy Bibliografii polskiej, którego córka Bronisława (1860–1933) wyszła za Wacława Domaszewskiego (1842–1918), a ich córka Stefania (1884–1978) jako żona Jerzego Węgierskiego (1883–1914) była matką (jako pogrobowca) Jerzego Juliana.

### Młodość
Uczeń IV Gimnazjum im. Jana Długosza (matura w 1932 roku), absolwent Wydziału Inżynierii Lądowej i Wodnej Politechniki Lwowskiej z 1938 roku, asystent tej uczelni w latach 1937–1938.

### Działalność konspiracyjna
Ewakuowany do Lwowa z Zakopanego, gdzie pracował tuż przed wojną, był we wrześniu 1939 roku podczas obrony Lwowa w Obywatelskiej Straży Bezpieczeństwa. Podczas pierwszej okupacji sowieckiej krótki czas pracował jako asystent w Lwowskim Instytucie Politechnicznym, skąd został usunięty. Następnie pracował jako majster, a później geodeta przy budowie drogi Przemyśl-Lwów-Złoczów. Podczas okupacji niemieckiej pracował na budowie tej drogi jako inspektor nadzoru, później zaś jako inżynier w Urzędzie Budowy Dróg. Od sierpnia 1942 roku członek AK, organizował i dowodził rejonem wiejskim IV (Winniki) Dzielnicy Wschodniej Inspektoratu Lwów-miasto. Od kwietnia 1944 roku organizował 2 pluton oddziału leśnego 14 pułku ułanów Armii Krajowej na terenie podlwowskiego przysiółka Druga Wólka. Na czele tego oddziału, rozbudowanego do szwadronu, brał udział w akcji Burza w dniach 22–27 lipca 1944 r., osłaniając walczące we Lwowie oddziały sowieckie i AK przed znajdującymi się na przedpolu Lwowa oddziałami niemieckimi.

### Pobyt w łagrach
Od sierpnia 1944 roku pracował jako inżynier we Lwowie przy odbudowie lotniska i mostów. Po zejściu do podziemia był w organizacji „NIE” oficerem informacyjnym dzielnicy wschodniej. Zdradzony, został aresztowany przez NKWD 14 lutego 1945. Po ciężkim śledztwie w więzieniu przy ul. Łąckiego (był torturowany – od tamtego czasu nie słyszał na jedno ucho), został we wrześniu 1945 skazany na 10 lat łagrów.
Od 1949 roku na terenie ZSRR powstały specjalne łagry przeznaczone dla więźniów politycznych, tzw. Specłagry. Regulamin w nich był mniej surowy, niż w obozach katorżniczych, ale ostrzejszy niż w zwykłych. Węgierski przebywał w obozach koncentracyjnych na środkowym Uralu. Trafił do miejscowości Spassk. Z obozu wywożono codziennie dwa samochody trupów. Jemu udało się przeżyć. We wrześniu 1949 roku przeniesiono go do łagru w Ekibastuzie. Tam Jerzy Węgierski poznał Aleksandra Sołżenicyna. Po latach Sołżenicyn uwiecznił postać Węgierskiego w Archipelagu GUŁag. W dziele Sołżenicyna nazwisko Jerzego Węgierskiego jest wymienione dwukrotnie. Pierwszy raz, gdy autor opisuje osoby, które w świecie ludzi zniwelowanych, pozbawionych cech własnych osobowości, zachowały pełnię ognia wewnętrznego.

Zdarzyło się, że chciałeś na budowie zmierzyć, ile właściwie muru przybyło. Biegniesz więc do dziesiętnika, też zeka – żeby poprosić o składaną miarkę. Miarki tej dziesiętnik pilnuje jak oka w głowie, a nie zna cię przecież z twarzy, brygad tu wiele. A jednak ten skarb ci ufnie powierza (jak na obóz – to po prostu idiotyzm!). A kiedy mu tę miarkę zwracasz, jeszcze ci pięknie podziękuje. Jak też takie dziwadło może być dziesiętnikiem w obozie? Mówi z akcentem. Ach, okazuje się, że to Polak, nazywa się Jerzy Węgierski. Jeszcze o nim usłyszymy.

Węgierski mieszkał w łagrze z przyszłym noblistą w jednym baraku. Pracowali w tej samej brygadzie. Był człowiekiem, o którym nienawykły do pochwał Sołżenicyn pisał, opisując strajk głodowy więźniów. Sytuacja była bardzo trudna, ponieważ z każdym dniem ubywało strajkujących. Z walki o swoje prawa rezygnowali kolejno mieszkańcy baraku. W końcu jedynym człowiekiem zdecydowanym na kontynuację głodówki był Węgierski.

I tu zrozumiałem, co to jest polska duma – i na czym polega sekret polskich powstań, tak pełnych zapamiętania [...]. Polak, inżynier Jerzy Węgierski [...] odsiadywał ostatni, dziesiąty rok swojej kary. Nawet gdy był kierownikiem robót, nikt nie słyszał od niego złego słowa. Był zawsze cichy, uprzejmy i wyrozumiały. A teraz – twarz mu się zmieniła. Z gniewem, pogardą i męką odwrócił oczy od tego żebraczego orszaku, wyprostował się i krzyknął ze złością, donośnie: "Brygadzisto! Mnie proszę na kolację nie budzić! Ja nie pójdę!"

Wdrapał się na górne nary, odwrócił się do ściany – i nie wstał. Myśmy w nocy poszli jeść – a ten nie wstał! Nie dostawał paczek, był zupełnie sam, nigdy nie bywał syty – nie wstał. Para unosząca się nad gorącą kaszą nie mogła mu przesłonić obrazu bezcielesnej Wolności.

Gdybyśmy wszyscy byli tak dumni i nieustępliwi – to jaki tyran by się ostał?

Po buncie w obozie w Ekibastuzie Węgierski znalazł się w więzieniu i w karnym obozie w Żezkazganie w Kazachstanie – do 1954 roku. Tutaj poznał się także z ks. Władysławem Bukowińskim, późniejszym błogosławionym Kościoła Katolickiego, który lubił z nim „pofilozofować sobie” i rozmawiać na tematy etyczne. W trakcie wyjazdu do Polski ks. Bukowiński 26 listopada 1955 pobłogosławił mu związek małżeński z Józefą Hrozdziejówną z Wileńszczyzny (ur. w 1926 r.) – stało się to w kaplicy urządzonej w domu prywatnym przy ul. Zarecznej 8 w Karagandzie (w czasie jednego z pobytów w Polsce ks. Bukowińskiego, J. Węgierski – jako oficer AK – wręczył mu przyznane dla niego w Londynie odznaczenia i legitymacje). Administracyjnie skazany na dożywotne zesłanie, w ramach repatriacji powrócił do PRL w końcu 1955 roku, wraz ze zwolnioną tymczasem matką.

### W PRL
Po powrocie z zesłania do Polski pracował w latach 1956–1967 jako generalny projektant w Biurze Projektów Przemysłu Węglowego w Gliwicach, później w Instytucie Urbanistyki i Architektury w Katowicach, oraz w latach 1968–1982 w PKP w Katowicach. Uzyskał stopień doktora nauk technicznych (1964) na Wydziale Górniczym Politechniki Śląskiej, w 1973 roku habilitował się na Wydziale Budownictwa Lądowego Politechniki Krakowskiej, w 1976 roku otrzymał nominację na profesora nadzwyczajnego. Wykładał na Politechnice Śląskiej i Warszawskiej. W latach 1980–1981 działał w Solidarności. Na początku stanu wojennego przeszedł na emeryturę. Po przejściu na emeryturę wykładał na Politechnice Krakowskiej. Miał (z Józefą z d. Hrozdziej) pięcioro dzieci: Andrzej - ur. 1959, Lucyna – ur. 1961, Ewa – ur. 1963, Urszula oraz Elżbieta. Mieszkał w Katowicach.

### W III RP
27 kwietnia 2012 roku awansowany do stopnia majora Wojska Polskiego.
Jerzy Julian Węgierski zmarł dnia 4 czerwca 2012 w Katowicach. W dniu 11.06.2012 po uroczystościach pogrzebowych w katowickiej Archikatedrze Chrystusa Króla został pochowany na cmentarzu parafialnym w Bystrej Krakowskiej, gdzie Jerzy Węgierski spędzał wiele czasu po przejściu na emeryturę. Na jego trumnie złożono ziemię z Cmentarza Orląt Lwowskich.

## Ordery i odznaczenia
- Krzyż Oficerski Orderu Odrodzenia Polski (2001)[4]
- Krzyż Kawalerski Orderu Odrodzenia Polski
- Złoty Krzyż Zasługi
- Srebrny Krzyż Zasługi z Mieczami (za działalność podziemną)
- Krzyż Zesłańców Sybiru
- Srebrny Krzyż Zasługi (20 lipca 1939)[5]
- Odnaka tytułu honorowego Zasłużony Kolejarz PRL
- Zasłużony dla Politechniki Śląskiej

Opracowano na podstawie materiału źródłowego.